# FK Ústí nad Labem
Az FK Ústí nad Labem cseh labdarúgóklub, amely a cseh másodosztályban szerepel. Székhelye Ústí nad Labem városában található. Hazai mérkőzéseit a Městský stadionban rendezi.
A második világháború után alapított klub 1952-ben és az 1958–59-es szezonban szerepelt csehszlovák élvonalban. 50 évvel később, 2010-ben jutott fel először a cseh élvonalba, ahonnan utolsó helyen esett ki.

## Korábbi nevei
- 1945–1947: SK Ústí nad Labem
- 1947–1949: SK Slavia Ústí nad Labem
- 1949–1950: Sokol Armaturka Ústí nad Labem
- 1950–1953: ZSJ Armaturka Ústí nad Labem
- 1953–1962: DSO Spartak Ústí nad Labem
- 1962–1977: TJ Spartak Ústí nad Labem
- 1977–1983: TJ Spartak Armaturka Ústí nad Labem
- 1983–1984: TJ Spartak PS Ústí nad Labem
- 1984–1991: TJ Spartak VHJ PS Ústí nad Labem
- 1991–1994: FK Armaturka Ústí nad Labem
- 1994–1999: FK GGS Arma Ústí nad Labem
- 1999–2001: összeolvadt az FK NRC Všebořicé-vel
- 2001–2006: MFK Ústí nad Labem

2006 óta jelenlegi nevén szerepel.

## Sikerei
Csehszlovákia
- Csehszlovák kupa (Československý Pohár)
  - Ezüstérmes ( alkalommal): 1951

## Eredményei

### Bajnoki múlt
Az FK Ústí nad Labem helyezései az cseh labdarúgó-bajnokság élvonalában.
| Idény   | Hely |
| ------- | ---- |
| 2010–11 | 16.  |